# Col de la Pierre du Moëllé
La Pierre du Moëllé est un col de montagne des Préalpes vaudoises situé à 1 661 mètres d'altitude sur la commune d'Ormont-Dessous dans le canton de Vaud en Suisse.

## Géographie

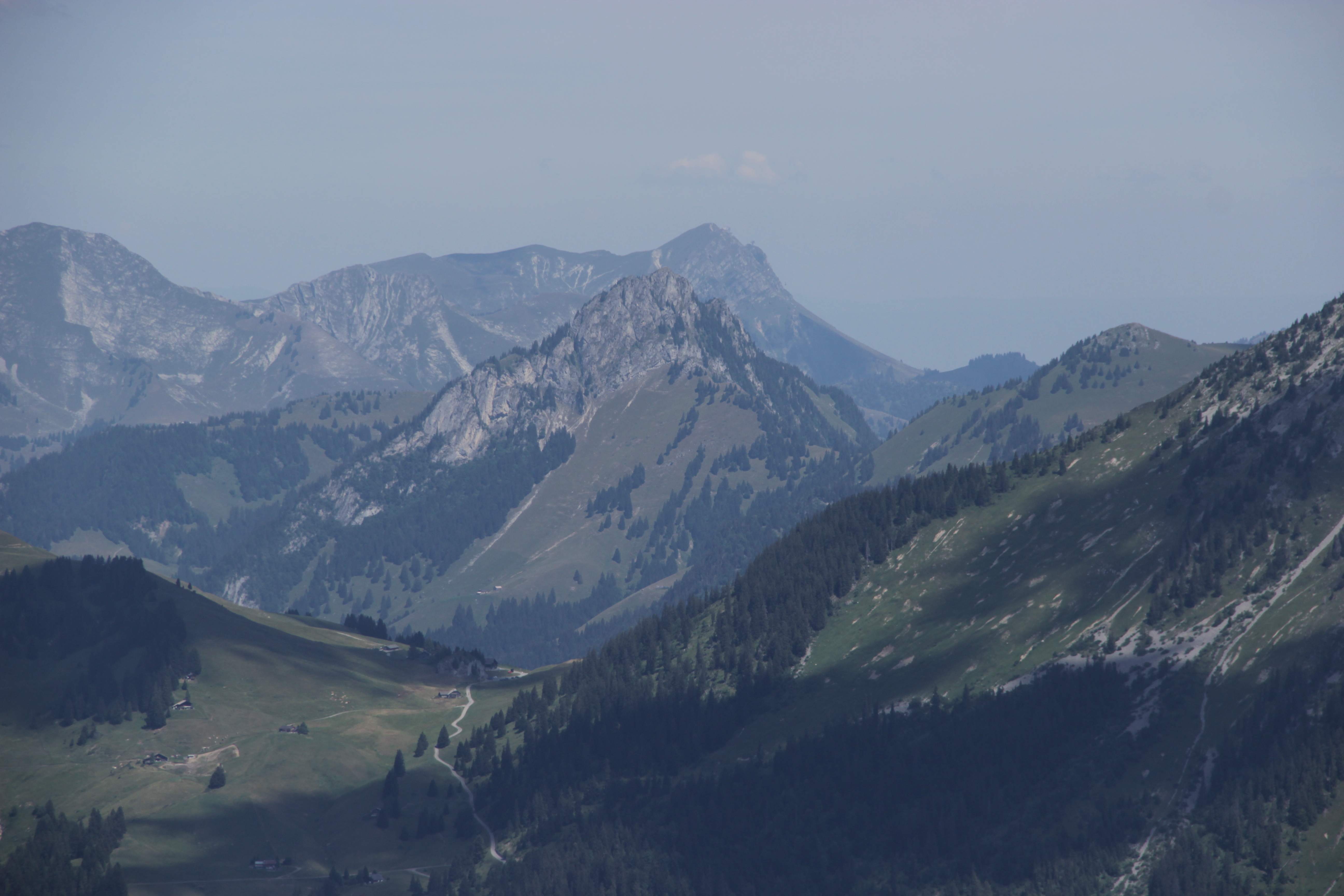
Vue du col depuis Le Chamossaire avec en arrière plan la dent de Lys (à gauche), la dent de Corjon (au centre) et Le Moléson (au dernier plan au centre).

Ce col permet de relier localement Le Sépey dans la vallée des Ormonts à la vallée de l'Hongrin et à son lac sans passer par le col des Mosses et La Lécherette. Il est dominé à l'est par le mont d'Or et à l'ouest par la Tour de Famelon. Le col se trouve sur la ligne de ligne de partage des eaux entre le bassin versant du Rhin au nord et le bassin du Rhône au sud.
Le paysage Tour d'Aï-Dent de Corjon inscrit à l'inventaire fédéral des paysages, sites et monuments naturels d'importance nationale inclut le col. En outre la limite sud du parc naturel régional Gruyère Pays-d'Enhaut se situe sur le versant sud à environ deux cents mètres du col.

## Histoire

### Position de barrage Pierre du Moëllé

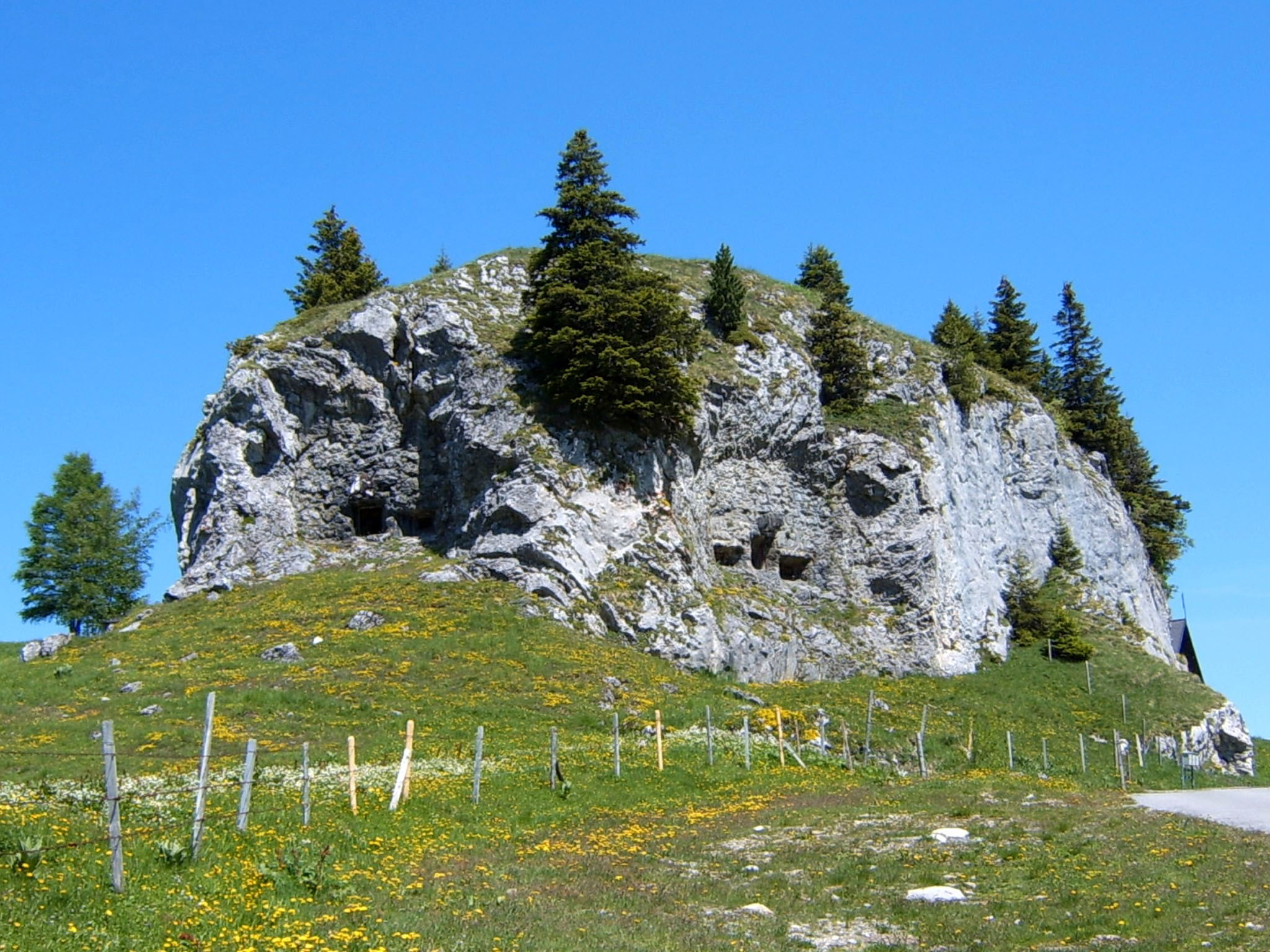
Plusieurs embrasures de l'ouvrage d'infanterie A322 creusé dans la Pierre du Moëllé.

Le col, comme de nombreux cols des Alpes suisses, a été fortifié durant la Seconde Guerre mondiale. La Pierre du Moëllé elle-même a été excavée pour en faire un ouvrage d'infanterie (A322) équipé notamment de deux canons antichar et de mitrailleuses. Deux fortins armés de mitrailleuses flanquent le col. Sur le versant ouest, le bloc de la mitrailleuse du fortin A321 est camouflé en grange alors que l’embrasure du poste d'observation/fusil mitrailleur situé quelques mètres en amont est camouflé en rocher. Le fortin A323, doté d'une embrasure mitrailleuse et d'une embrasure observation/fusil mitrailleur, sur le versant est se trouve à proximité du sentier menant au mont d'Or.
L'ouvrage d'infanterie du Château commun (A320), plus important, est situé en aval du col sous la tour de Famelon. Ce fort était équipé d'un canon antichar et de nombreuses embrasures permettant le tir à la mitrailleuse et au fusil mitrailleur et l'observation. L'ensemble des ouvrages formant ce barrage défend le versant sud du col. Son but était d'interdire le passage du col par un adversaire mécanisé venant de la vallée du Rhône et comptant poursuivre par l'Hongrin vers l'Intyamon ou le Pays d'Enhaut. Il est complémentaire des barrages de Corbeyrier et des Agites à l'ouest, du barrage de La Comballaz qui défend le col des Mosses et de plusieurs fortins couvrant des zones d'héliportages.

## Activités
Un restaurant ouvert de début juin à mi-octobre est situé au col, point de départ de plusieurs randonnées.

### Escalade
Le col permet un accès facile aux différents sites d'escalade de la Pierre du Moëllé.

### Occupation militaire
Le col est un des trois points d'accès avec poste de garde à la place de tirs du « Petit Hongrin » de l'Armée suisse, la route sur le versant nord et la route de l'Hongrin sont par conséquent fermées du lundi au vendredi sous réserve des avis de tir. En revanche, l'accès y est autorisé les week-ends. Un cantonnement pouvant accueillir une compagnie est situé juste en aval du col en direction de l'Hongrin.